# Olympische Sommerspiele 2000/Teilnehmer (Honduras)
| Gelbes Symbol für Goldmedaillen mit stilisierten Olympischen Ringen | Graues Symbol für Silbermedaillen mit stilisierten Olympischen Ringen | Braundes Symbol für Bronzemedaillen mit stilisierten Olympischen Ringen |
| ------------------------------------------------------------------- | --------------------------------------------------------------------- | ----------------------------------------------------------------------- |
| —                                                                   | —                                                                     | —                                                                       |

Honduras nahm an den Olympischen Sommerspielen 2000 in Sydney, Australien, mit einer Delegation von 20 Sportlern (18 Männer und zwei Frauen) teil.

## Teilnehmer nach Sportarten

### Leichtathletik
- Gina Coello
Damen, Marathon: 42. Platz

### Fußball
Herren
- Tor

1 Carlos Escobar
18 Noel Valladares
- Abwehr

2 Iván Guerrero
3 Elmer Montoya
4 Júnior Izaguirre
5 Walter López
8 Jaime Rosales
- Mittelfeld

7 Francisco Pavón
10 Julio de León
12 Maynor Suazo
15 Julio César Suazo
16 Danilo Turcios
17 Mario Chirinos
- Sturm

6 Carlos Páez
9 David Suazo
11 Jairo Martínez
13 Elvis Scott
14 Luis Ramírez
- Ersatzspieler

19 Carlos Salinas
20 Héctor Gutiérrez
21 José Rivera (Tor)
- Trainer

Ramón Maradiaga
- Ergebnisse

Vorrunde
 Nigeria: 3:3
 Italien: 1:3
 Australien: 2:1

### Schwimmen
- Alejandro Castellanos
Herren, 100 Meter Freistil: 64. Platz

- Pamela Vásquez
Damen, 200 Meter Freistil: 38. Platz